# Roméo LeBlanc
Roméo-Adrien LeBlanc (Nuevo Brunswick, 18 de diciembre de 1927 - Nuevo Brunswick, 24 de junio de 2009) fue el vigésimo quinto Gobernador General de Canadá entre 1995 y 1999. Criado en una comunidad francófona, LeBlanc era maestro y periodista antes de ser elegido miembro del parlamento canadiense en 1972. Fue nombrado senador de Canadá en 1984.
La Reina Isabel II nombró formalmente a LeBlanc Gobernador General en febrero de 1995. Durante su mandato, promocionó la historia canadiense, la igualdad de los aborígenes, los militares, y la paz mundial. Hizo una visita de Estado a varios países de África en 1999. A finales de ese año, dimitió anticipadamente de su cargo por razones de salud.
LeBlanc estuvo casado con Diana Fowler LeBlanc con la cual ha tenido cuatro hijos.